# Mirotic
Mirotic — четвёртый корейский альбом группы TVXQ (DBSK), выпущенный 26 сентября 2008 года. 15 ноября 2008, альбом выиграл номинацию «Лучший альбом 2008 года» на MKMF Korean Music Festival awards.

## Об альбоме
Mirotic создавался с 2007 года, но название не было определено до января 2008. «MIROTIC» — новый термин, придуманный Хиро Джэджуном, состоящий из корейского слова миро (미로/迷路), что означает «лабиринт», и английского суффикса «-tic». Хореография 주문-MIROTIC, главной песни альбома, была сделана совместно корейскими хореографами и Kenny Wormald, который также работал с такими популярными звёздами как Джастин Тимберлейк, Крис Браун и Кристина Агилера.
Песня представляет собой трек с «обратным битом». Это значит, что бас приходится либо на половину бита, либо на целый бит в конце новой фразы. В большинстве музыкальных жанров бас приходится на первый такт бита, в отличие от «обратного бита». Благодаря производимому эффекту, «обратный бит» создает ощущения нарастающего звука.
Песню написали датские композиторы Remee и en:Lucas Secon и Томас Троэльсен (англ. Thomas Troelsen). Немецкая певица Сара Коннор также купила авторские права на эту песню (точная дата неизвестна). Она выпустила свою версию песни под названием «Under My Skin» 1 августа 2008 года. Это привело к некоторым спорам, главным образом среди слушателей, полагающих, что DBSK незаконно использовали песню Сары Коннор, некоторые недовольные поклонники обвиняли группу в плагиате. Однако, SM Entertainment сообщило, что DBSK закончили делать запись песни в июне 2008 (за два месяца до выхода варианта Сары) и что датские производители продали песню двум исполнителям (Коннор, по договору, получает авторские права на исполнение в Европе, в то время как DBSK, получают авторские права на исполнение песни в Азии). Поэтому обе песни не являются ни кавером, ни семплом друг друга.
Несмотря на то, что две оригинальные песни были созданы одними и теми же людьми, при исполнении у них есть музыкальные различия (у версии DBSK — рэп и вариативность хора, в смысле их типичная гармонизация, у версии Сары — основная мелодия, другой хор и электронная обработка).

## Список композиций
Version A (CD + фотобук)
1. 주문-MIROTIC
2. Wrong Number
3. 노을.. 바라보다 (Picture of You)
4. CRAZY LOVE
5. HEY! (Don’t bring me down)
6. 넌 나의 노래 (You’re my melody)
7. 무지개 (RAINBOW)
8. 낙원 (PARADISE)
9. 악녀 (Are You A Good girl?)
10. Flower Lady
11. 잊혀진 계절 (Forgotten Season)
12. Love in the Ice

Version B (CD + DVD)
1. 주문-MIROTIC
2. Wrong Number
3. 노을.. 바라보다 (Picture of You)
4. CRAZY LOVE
5. HEY! (Don’t bring me down)
6. 넌 나의 노래 (You’re my melody)
7. 무지개 (RAINBOW)
8. 낙원 (PARADISE)
9. 악녀 (Are You A Good girl?)
10. Flower Lady

Version C (CD + фотобук + 4 новые песни)
1. Wrong Number
2. 사랑아 울지마 (Don’t Cry My Lover)
3. 주문-MIROTIC
4. CRAZY LOVE
5. HEY! (Don’t bring me down)
6. 소원 (Wish)
7. 넌 나의 노래 (You’re my melody)
8. 노을.. 바라보다 (Picture of You)
9. 무지개 (RAINBOW)
10. 사랑 안녕 사랑 (Love Bye Love)
11. 낙원 (PARADISE)
12. 악녀 (Are You A Good girl?)
13. Flower Lady
14. Don’t Say Goodbye
15. 잊혀진 계절 (Forgotten Season)
16. Love in the Ice

### DVD

#### Version B
THE FOURTH ALBUM Surprise Project — Directed by TVXQ! [2008.08.30-2008.08.31 a-nation’08 Tokyo Story]
1. Directed by HERO (Interviewee : U-Know)
2. Directed by U-Know (Interviewee : MAX)
3. Directed by MAX (Interviewee : Xiah)
4. Directed by Xiah (Interviewee : Micky)
5. Directed by Micky (Interviewee : HERO)
6. Directed by TVXQ! — Talk about 'MIROTIC'
7. Directed by TVXQ! — 'Surprise Project [a-nation’08 Diary]'

## Клипы
- 주문-MIROTIC (Сентябрь 2008, Южная Корея) (Октябрь 2008, японский вариант 呪文 -MIROTIC-)
- Wrong Number (Ноябрь 2008, Южная Корея)

## Продажи
Корейский чарт альбомов и синглов
| Чарты                          | Позиция | Продажи |
| ------------------------------ | ------- | ------- |
| September Monthly Chart (2008) | #1      | 307,974 |
| October Monthly Chart (2008)   | #1      |         |

## Тайваньские чарты
| Taiwan G-Music J-pop чарт | Недели  | Недели  | Недели | Недели | Недели |
| Taiwan G-Music J-pop чарт | 1       | 2       | 3      | 4      | 5      |
| ------------------------- | ------- | ------- | ------ | ------ | ------ |
| Рейтинг                   | 1       | 2       | 3      | 6      | 5      |
| Коммерческий процент      | 57.98 % | 11.50 % | 5.65 % | 3.09 % | 3.32 % |